# Mons Usov
Mons Usov je samostatná hora u jihovýchodního okraje Mare Crisium (Moře nepokojů) na přivrácené straně Měsíce. Průměr její základny je cca 15 km. Selenografické souřadnice vrcholu jsou 11,9° S a 63,3° V. Pojmenována byla v roce 1979 Mezinárodní astronomickou unií podle sovětského geologa Michaila Antonoviče Usova.
Jihovýchodně v hornaté krajině leží kráter Auzout. Nedaleko Mons Usov severovýchodním směrem přistála sovětská kosmická sonda Luna 24.